# Иля Муромец
Вижте пояснителната страница за други значения на Иля Муромец.
Иля́ Му́ромец е митичен герой от времето на Киевска Рус.
За него се говори в многобройни епически поеми. Заедно с Добриня Никитич и Альоша Попович е определян като най-големия от всички митични богатири (средновековни руски рицари). Тези трима богатири са представени заедно на известната картина „Богатири“ на Виктор Васнецов.
Съгласно легендите Иля, син на селянин, е роден в село Карачарово, близко до Муром. В младостта си страда от тежка болест и не може да ходи до 33-годишна възраст. Тогава чудодейно е излекуван от двама странници поклонници. След оздравяването си Муромец получава свръхчовешка сила от богатира Святогор и освобождава Киев от Идолището, служещо на принц Владимир Прекрасното слънчице. Защитава също град Чернигов от татарите и е избран за местен водач, но отказва. В горите на Брянск побеждава Соловей-Разбойник, който убивал пътниците с ужасния си вой.
Иля Муромец става единствения епичен герой, канонизиран от Руската православна църква.
Историята на Иля Муромец е обект на многобройни народни поеми, създадени са скулптури и картини с неговия образ. Превърнал се е в идеализиран образ на защитника на народа и бащината земя.
Има исторически сведения, реално потвърждаващи съществуването на личност, станала прототип на Иля Муромец и легендите за него, като например запазени тленни мощи, по които е извършена реконструкция на образа му.